# Benjamin Lees
Benjamin Lees (* 8. Januar 1924 in Harbin; † 31. Mai 2010 in Glen Cove) war ein US-amerikanischer Komponist.

## Leben
Bereits ein Jahr nachdem Lees als Sohn russischer Eltern in der Mandschurei geboren worden war, wanderte seine Familie nach Amerika aus, wo der junge Benjamin in San Francisco aufwuchs. Ersten Klavierunterricht erhielt er im Alter von 5 Jahren, und mit 15 Jahren begann er zu komponieren. 1939 zog die Familie nach Los Angeles. Nach dem Militärdienst studierte er ab 1945 an der University of Southern California in Los Angeles bei Halsey Stevens, Ernst Kanitz und Ingolf Dahl. 1949 bis 1954 folgten Studien bei George Antheil.
1953 gewann Lees mit der Sonate für zwei Klaviere und dem 1. Streichquartett den Fromm Music Foundation Award. 1954 wurde eine Aufführung seiner Profiles for Orchestra durch das NBC Orchestra landesweit im Fernsehen übertragen. Im gleichen Jahr erhielt er ein Guggenheim-Stipendium, das ihm einen siebenjährigen Aufenthalt in Europa ermöglichte, wo er sich schließlich in einem kleinen Dorf nahe Paris niederließ. Unter anderem erhielt Lees in dieser Zeit den UNESCO Award für sein 2. Streichquartett sowie als erster nichtbritischer Komponist die Medaille der Sir Arnold Bax Society in London.
1962 erhielt Lees eine Berufung als Professor für Komposition an das Peabody Conservatory of Music in Baltimore. 1964 wechselte er an das Queens College, um 1966 für zwei Jahre nach Baltimore zurückzukehren. Im gleichen Jahr erhielt er ein zweites Guggenheim-Stipendium. 1973 lehrte er für ein Jahr an der Juilliard School of Music in New York. Lees erhielt zahlreiche Kompositionsaufträge (allein drei zu den Zweihundertjahrfeiern 1976) und weitere Auszeichnungen, bis hin zu einer Grammy-Nominierung 2004 für seine 5. Sinfonie.
Lees lebte zuletzt im kalifornischen Palm Springs.

## Werk
Lees lehnte Atonalität und die Verwendung spezifischer „Amerikanismen“ in seiner Musik ab und bevorzugte traditionelle Kompositionsstrukturen. Der Schwerpunkt seines kompositorischen Schaffens liegt im Bereich der Orchestermusik. Er schrieb fünf Sinfonien und konzertante Werke (u. a. zwei Klavierkonzerte, ein Violinkonzert), daneben aber auch Kammermusik (u. a. sechs Streichquartette, das 6. Streichquartett wurde 2005 uraufgeführt).
Zu Lees’ Hauptwerken zählt die 4. Sinfonie mit dem Titel Memorial Candles, 1985 zum Gedächtnis an den Holocaust vom Dallas Symphony Orchestra in Auftrag gegeben. Sie beinhaltet eine Vokalpartie (Sopransolo) auf Texte von Nelly Sachs und zieht außerdem eine Solovioline heran.